# Замок Войновице
Замок Войновице (пол. Zamek Wojnowice, нем. Schloss Wohnwitz) — готическо-ренессансный замок на воде — укрепленная рыцарская резиденция, расположенная в селе Войновице в гмине Менкиня Сьродского повета в Нижнесилезском воеводстве, на расстоянии около 25 километров от Вроцлава. Один из немногих замков такого типа в Польше.

## История
Войновице впервые упоминаются в источниках с XIII века как имение, позже здесь существовало фольварк. Вероятно, рыцарскую резиденцию здесь основал Иоганн Скопп в XIV веке. В XV веке замок принадлежал различным силезским родам, в том числе фон Шелендорфам и фон Криковам. В 1522 году его купил известный поэт Ахатиус Гаунольд, который уже через два года продал замок вроцлавском мещанину Николаю фон Шебицу. Новый владелец разобрал старое здание и на протяжении 1515—1530 лет осуществлял строительство нового замка в более современном стиле. После его смерти в 1537 году новым владельцем замка стала жена Якуба Бонера — Лукреция. Муж перестроил замок для нее в модную ренессансную резиденцию. После его смерти в 1572 году Лукреция вышла замуж за Андреаса Гертвига, советника Королевской Силезской фискальной палаты и земянина, который тоже совершал определенные работы на замке. В 1576 году Войновице ненадолго вернулись в собственность рода фон Шебитцев. Шестнадцать лет спустя у Фредерика фон Шебица их выкупили сыновья Якуба Бонера (Якуб и Себальд). Позже резиденция часто меняла владельцев, которыми в основном становились разные силезские мещанские роды. Последним частным владельцем в 1940—1945 годах был род фон Ливониусов. В 1936—1944 годах реконструкцию замка, практически без изменения его внешнего вида, осуществлял немецкий архитектор Август Вильгельм Хогрефе. Во время Второй мировой войны замок получил повреждения.
В 1961—1984 годах в замке были проведены реставрационные работы. С 7 июня 2014 года владельцем замка является Коллегиум Восточной Европы имени Яна Новака-Езёраньского во Вроцлаве, который получил замок в подарок от польского Министерства государственной казны. Кроме офисных помещений Коллегиума, в замке также размещаются ресторан, конференц-зал и гостиничные номера. С 21 марта 2015 года замок открыт для посещения туристами.

## Архитектура
Замок сначала напоминал снаружи подкову, которая располагалась на прямоугольном участке размерами около 22 × 24 м. С первой половины XVI века он уже имеет четыре крыла и внутренний двор. Замок был окружен рвом, а въезд в него осуществлялся сначала через подъемный, а позже — кирпичный мост с северной стороны. Для построения замка был использован кирпич, только отдельные архитектурные детали, такие как оконные рамы и ренессансный портал с гербами рода Бонеров, были сделаны из песчаника. У ворот располагается высокая башня, которая в наше время увенчана кренеляжем, крылья замка имеют ступенчатые фронтоны. В окруженном аркадами дворе находится колодец. С восточной стороны сохранились туалетные эркеры.

## Галерея

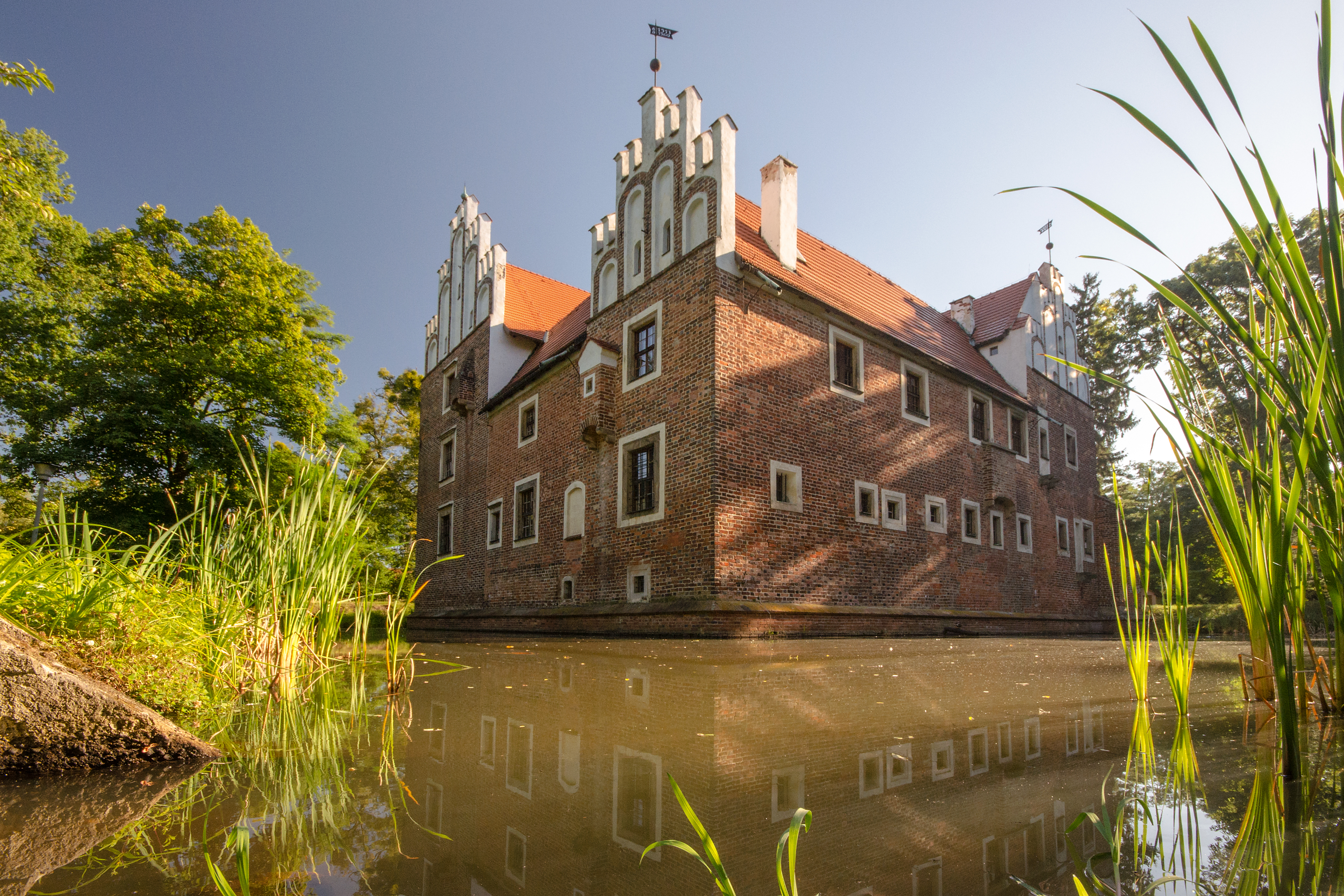
Замковый комплекс
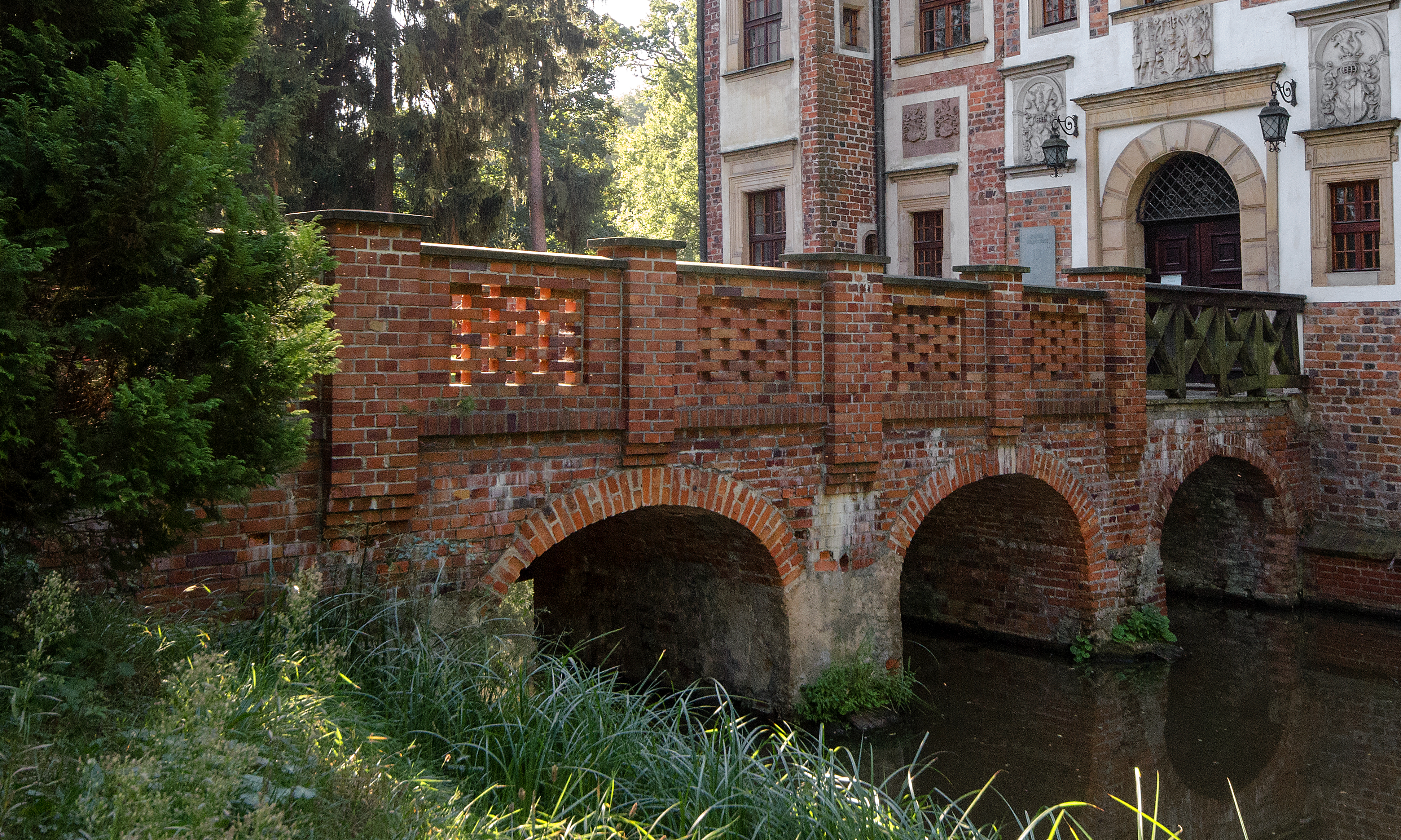
Кирпичный мост надо рвом
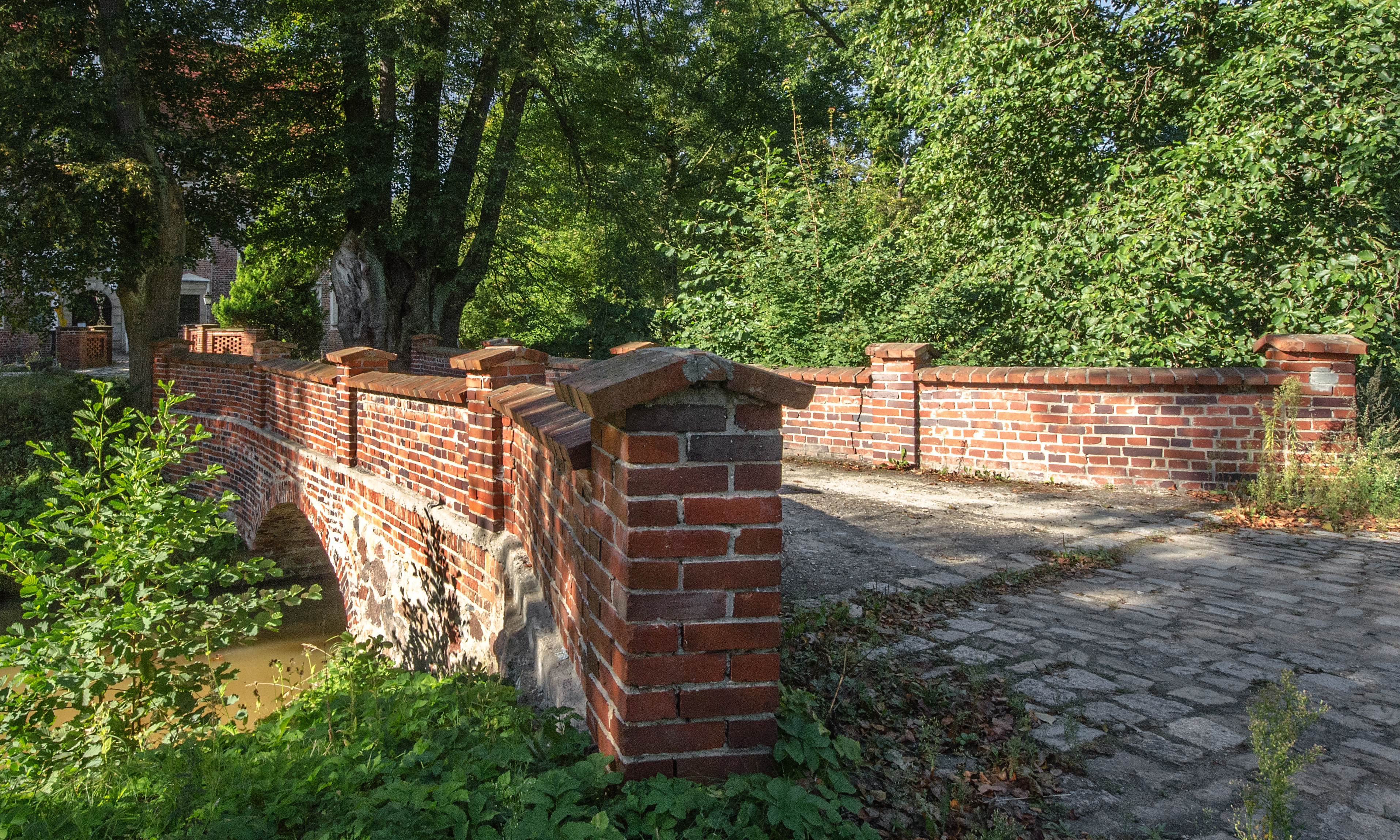
Замковый мост
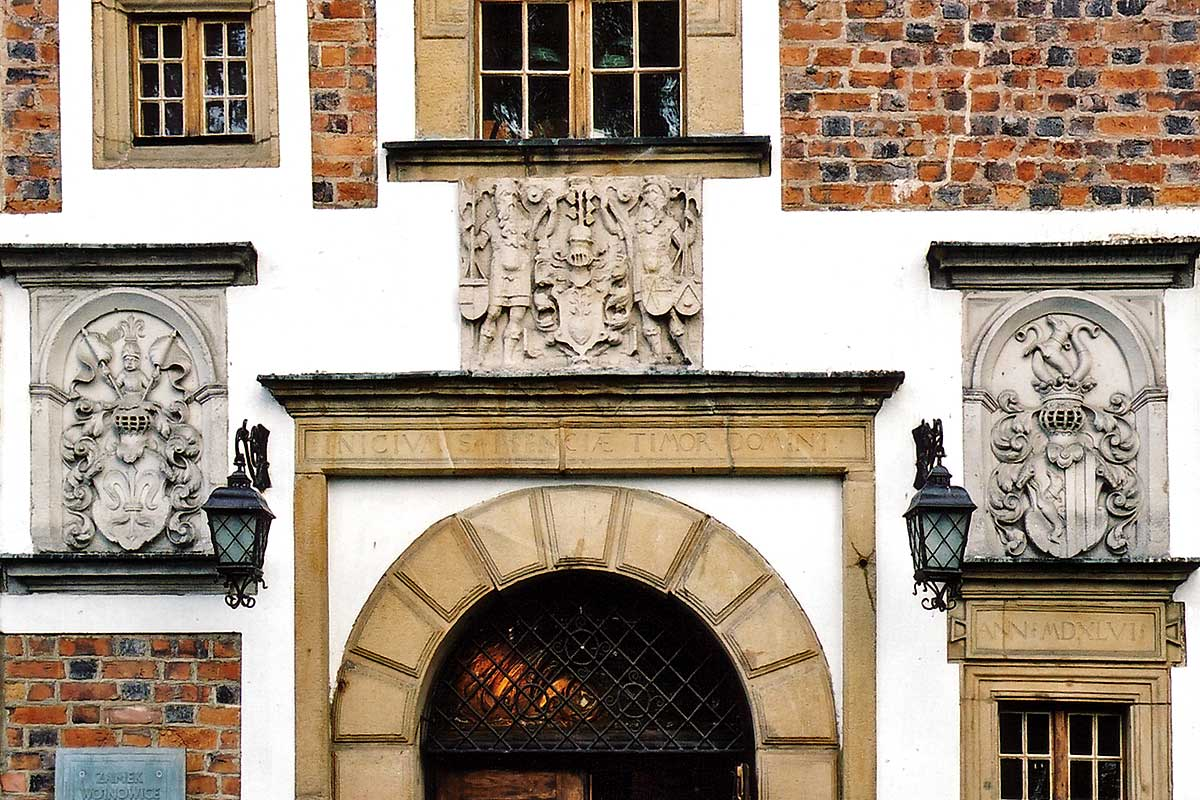
Ренессансный портал с гербами Бонеров
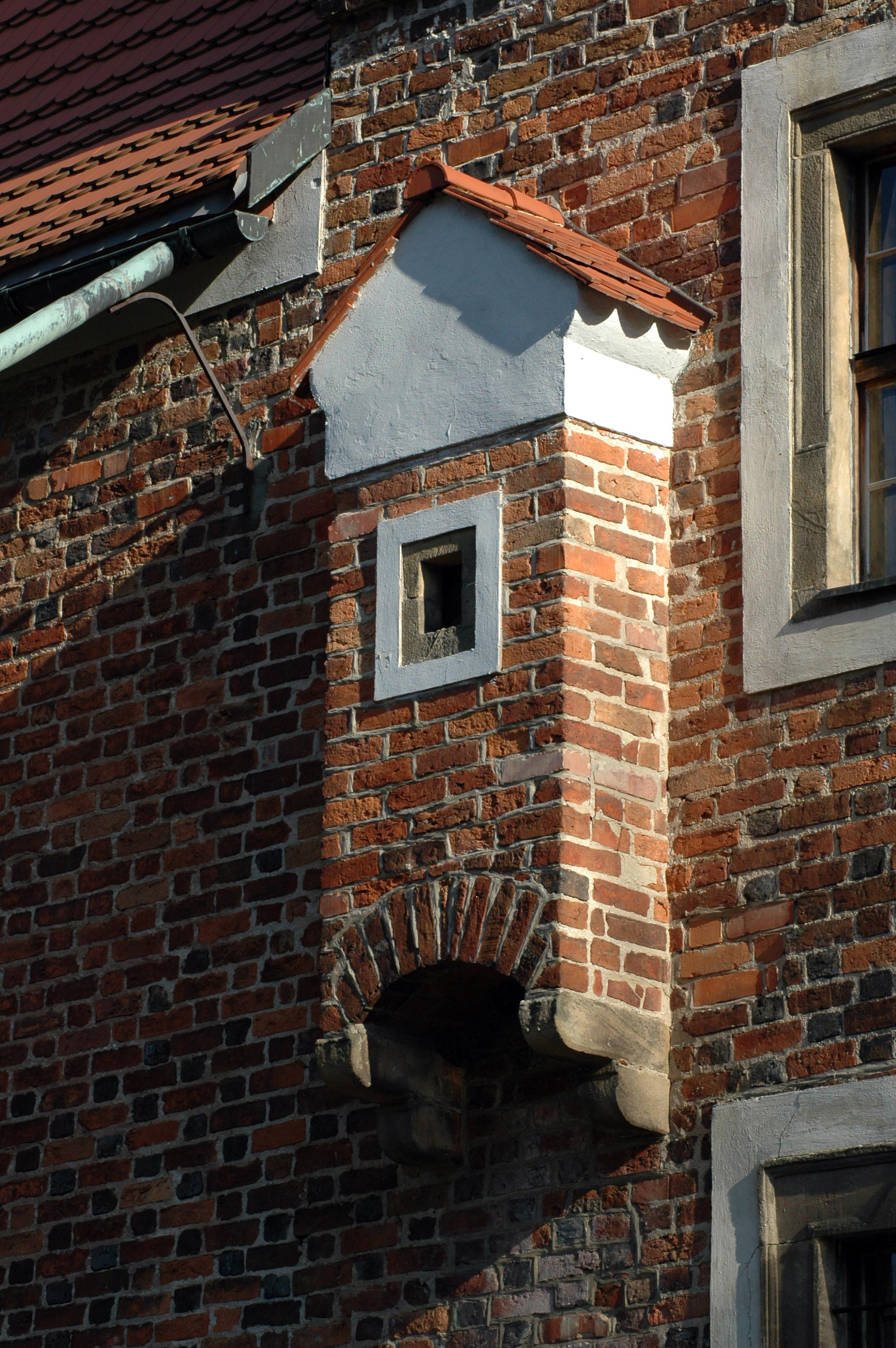
Сохранившийся туалетный эркер